# Château de Théribus
Le château de Théribus est situé sur la commune de Le Mesnil-Théribus, dans le département de l'Oise.

## Historique
Construit au tout début du règne de Louis XIII, dans les premières années du XVIIe siècle, pour un cadet de la famille de Mornay, laquelle possédait aussi les châteaux de Fresneaux-Montchevreuil, Villarceaux et Ambleville, le château Théribus a été agrandi de ses pavillons été modifié l'accès au domaine et mise en place la grande grille au chiffre M, initiale de la propriétaire de l'époque. Le pigeonnier a toujours ses boulins (nids en argile sur les parois) et une échelle tournante pour ramasser les œufs. Le parc, derrière le château, était jusqu'en 1826 dessiné  à la française , avec charmilles et buis. Il a été alors, comme beaucoup d'autres à la même époque, remodelé à l'anglaise, avec sa vaste pelouse et ses arbres d'agrément dont un splendide cèdre. Quant au bois qui lui fait suite, il présente la quasi-totalité des allées perpendiculaires et circulaires dessinées il y a quatre cents ans.
L'ensemble des bâtiments anciens, y compris la plus grande de l'intérieur du château, le parc et le bois attenant ont été récemment inscrits à l'inventaire supplémentaire des monuments historiques. Ce domaine, qui a vu se succéder les membres de la bonne aristocratie locale (Mornay alliés aux du Croq et aux Montmorency, seigneurs de Fosseuse) puis, après la ruine de cette dernière à la fin du XVIIe siècle, ceux de la grande bourgeoisie beauvaisienne (Foy de Morcourt, de Lamotte, Michel, Serpe et leurs descendants, les Ticquet et Jourdain d'Héricourt) souvent négociants textiles, élus de la ville ou magistrats au tribunal, est en effet caractéristique du cadre de vie des classes aisées de notre région de 1610 à 1870. Il est ensuite devenu la propriété de familles établies à Paris (Mercadé, Gaffinel, Latour, Courtière et enfin Choppin de Janvry).
Quelques faits saillants :
- Charles de Mornay, qui avait perdu une jambe à Rocroi, n'eut pas moins de six filles qui faute de dot, furent toutes nonnes et six fils, tous militaires sauf l'un qui devint évêque de Québec, au Canada par protection de son oncle le marquis de Mornay-Montchevreuil qui était proche du roi par sa femme liée à Madame de Maintenon, la deuxième épouse de Louis XIV. Comme monseigneur de Mornay avait le mal de mer, il se contenta de rester en France et administra de loin son diocèse avant de mourir écrasé par un carrosse.
- La famille Serpe hébergea, pendant la Révolution française, quelques membres en fuite du clergé dans les caves du château.
- La propriété a été occupée par les troupes américaines à la fin de la Seconde Guerre mondiale et les troupes campaient dans les bois. Elle fut rendue en très mauvais état à M. Latour et son successeur dans les lieux, M. Courtière dut procéder à d'importants travaux.

Le monument fait l’objet d’une inscription au titre des monuments historiques depuis le 7 juin 2007.

## Galerie

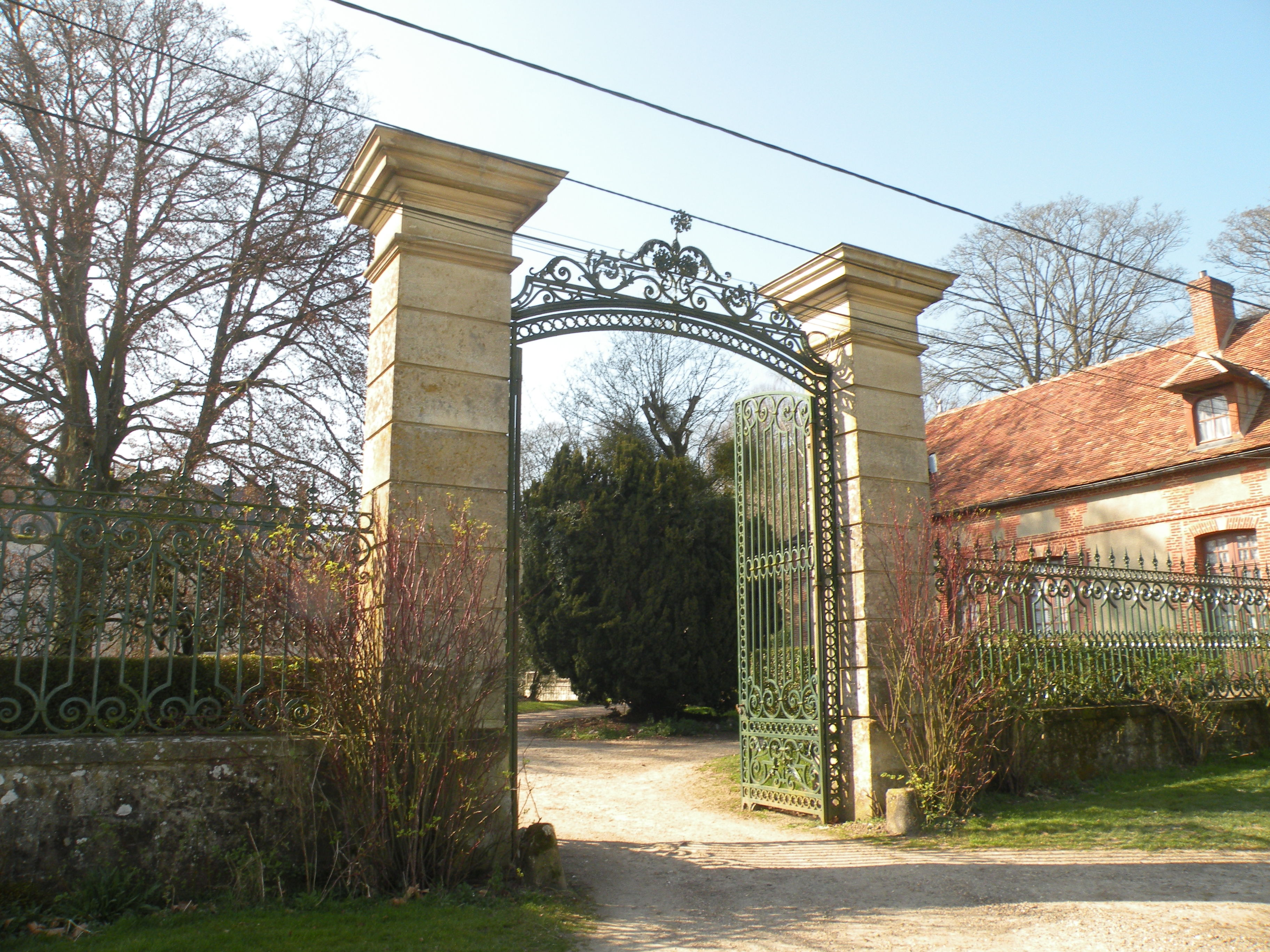
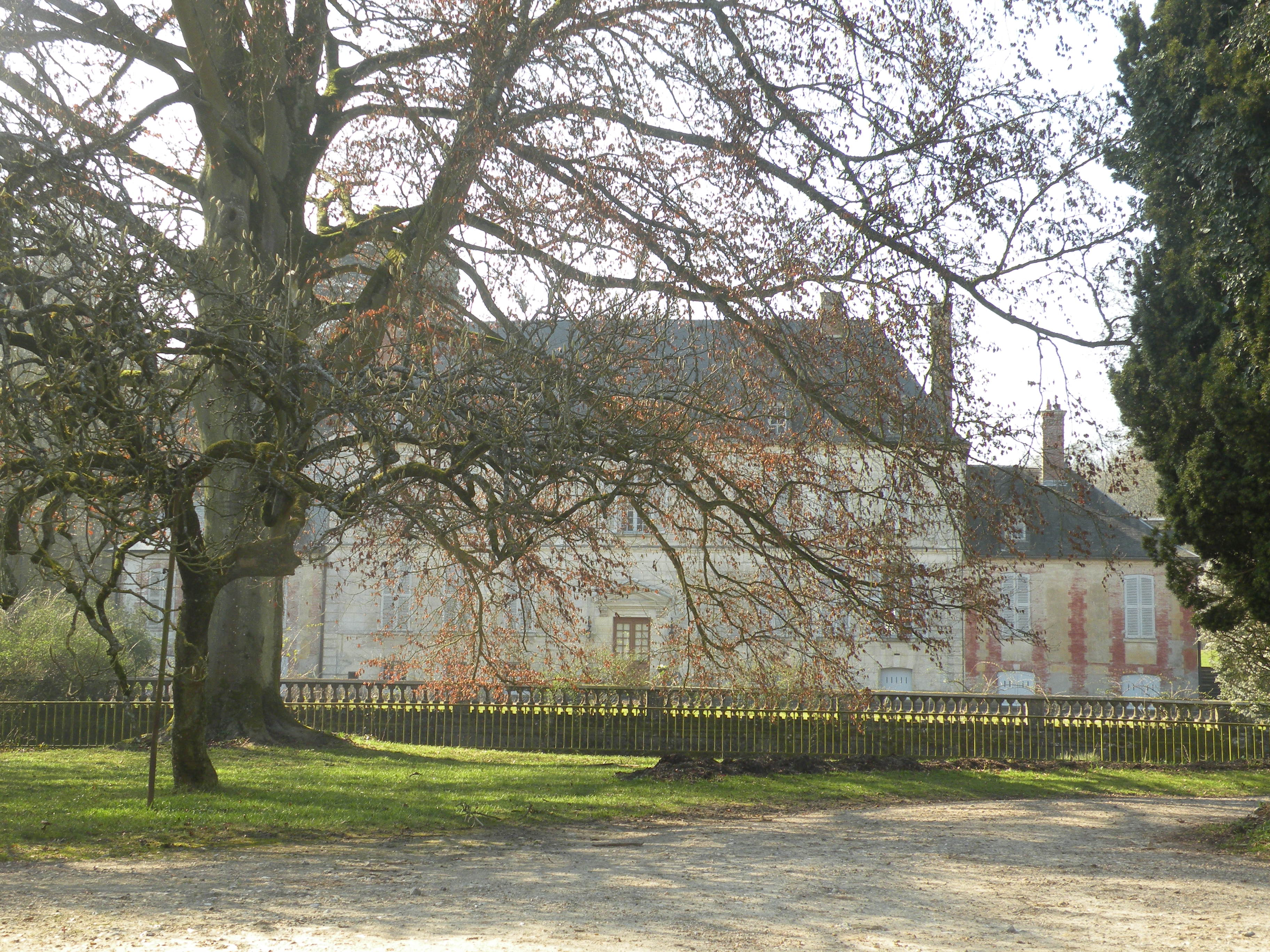
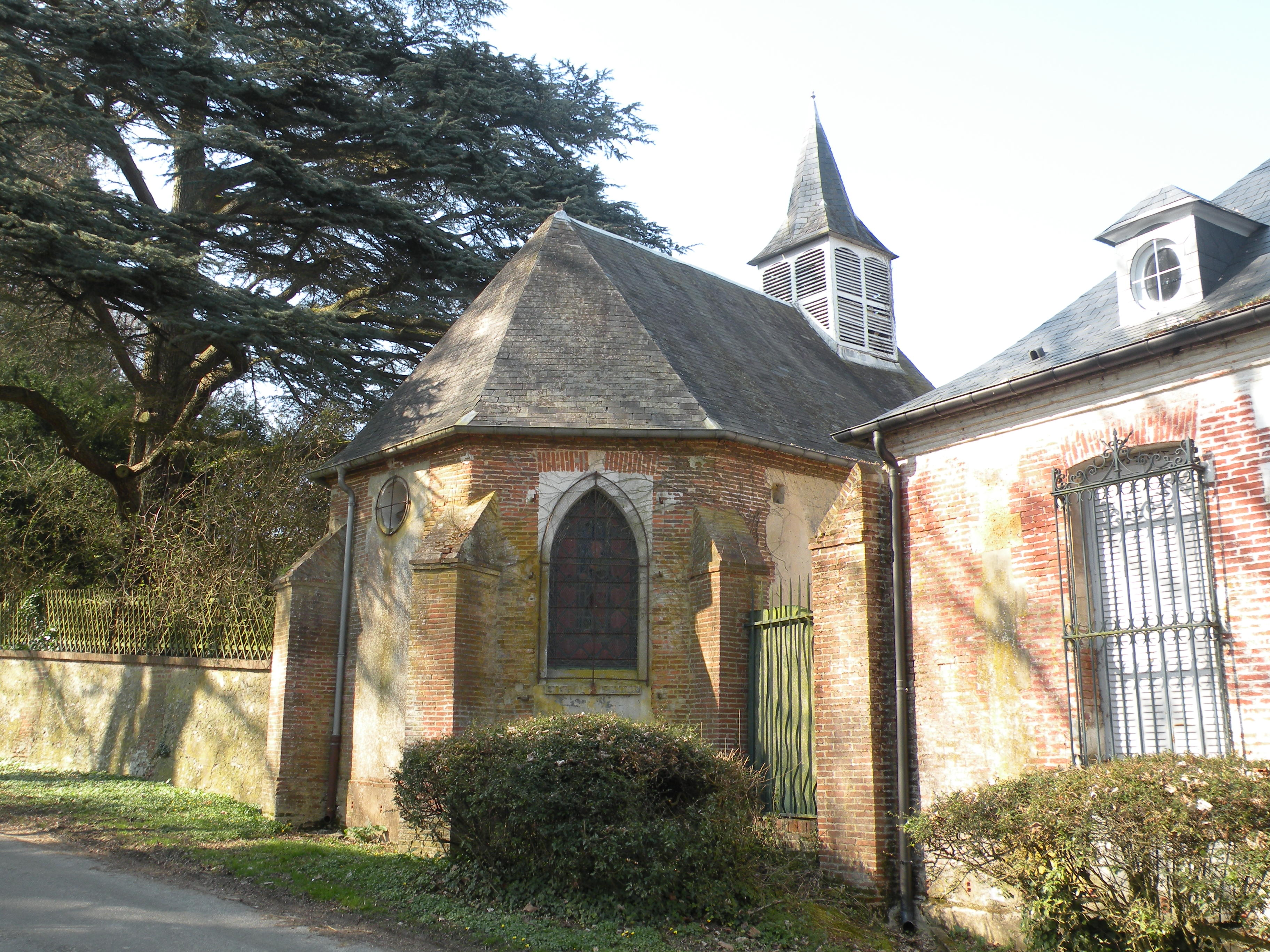
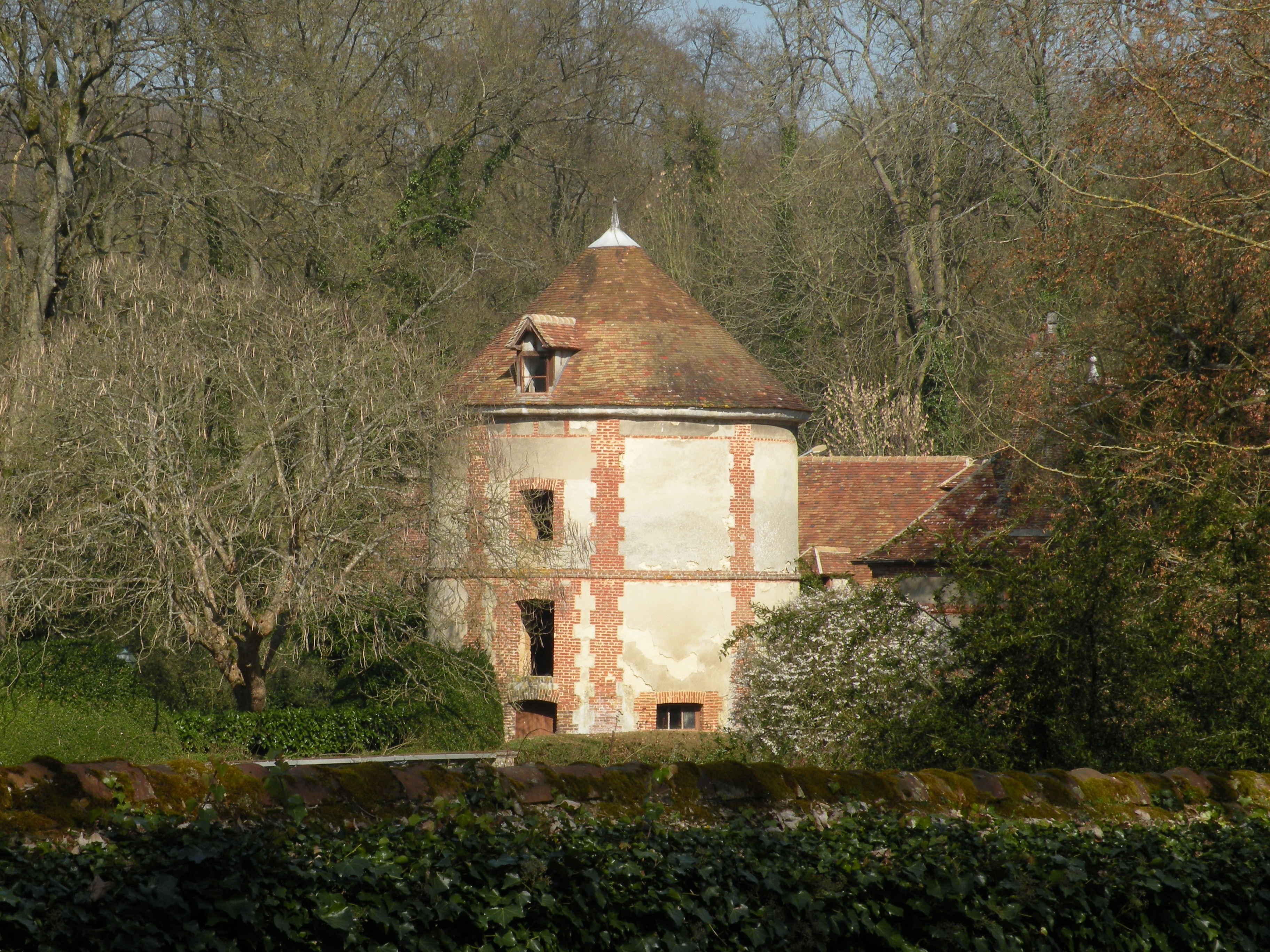